# Handduk

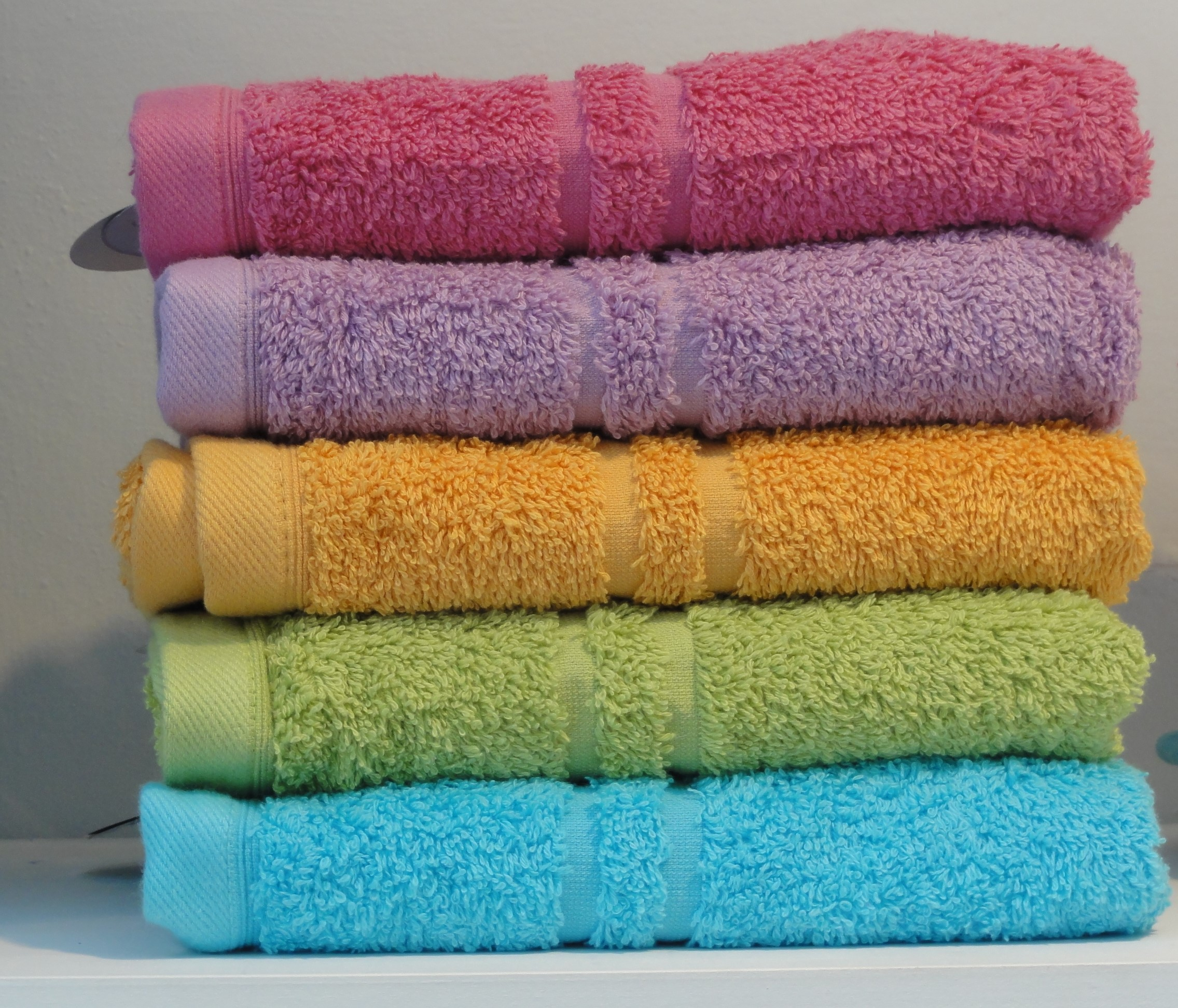
En hög med handdukar i olika färger.

En handduk är en textilvara, främst avsedd att torka bort fukt från kroppen, händer, ytor och husgeråd. Det finns olika handdukar för olika ändamål, och i viss mån är den att betrakta som ett verktyg.

## Olika handdukar

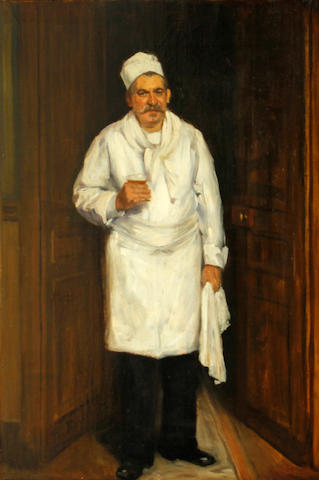
Målning av en kock med en kökshandduk eller kökssläng i handen. Även om de två handdukarna inte är synonymer går det inte alltid att se skillnad på dem.

Badhandduk eller badlakan är en större handduk ofta tillverkad i bomullsfrotté som främst används till att torka kroppen med efter dusch eller bad. Badlakan kan även användas som underlag på exempelvis sandstranden, eftersom den är både bredare och längre än en badhandduk.
Kökshandduk eller diskhandduk är en typ av handduk som används i köket. Den används för att torka disk, torka blöta händer eller vid bakning för att täcka över degen med under jäsning. Förr i tiden var kökshandduken främst gjord av linne, men är nu vanligen gjord av bomull i tuskaft. Under övergången mellan självhushåll och industrisamhälle såldes handduksväv i linne ofta på metervara. Väven klipptes av mellan två tvärrandningar och köparen fållade och märkte själv handduken.
Kökssläng, släng, eller kockhandduk, är en tuskaftsvävd bomullshandduk som används av kockar i det dagliga arbetet. Den kan till exempel användas som grytlapp eller för att torka av tallrikar före servering, dock ej till rengöring. Kocken har ofta slängen hängande över axeln eller i förklädet.

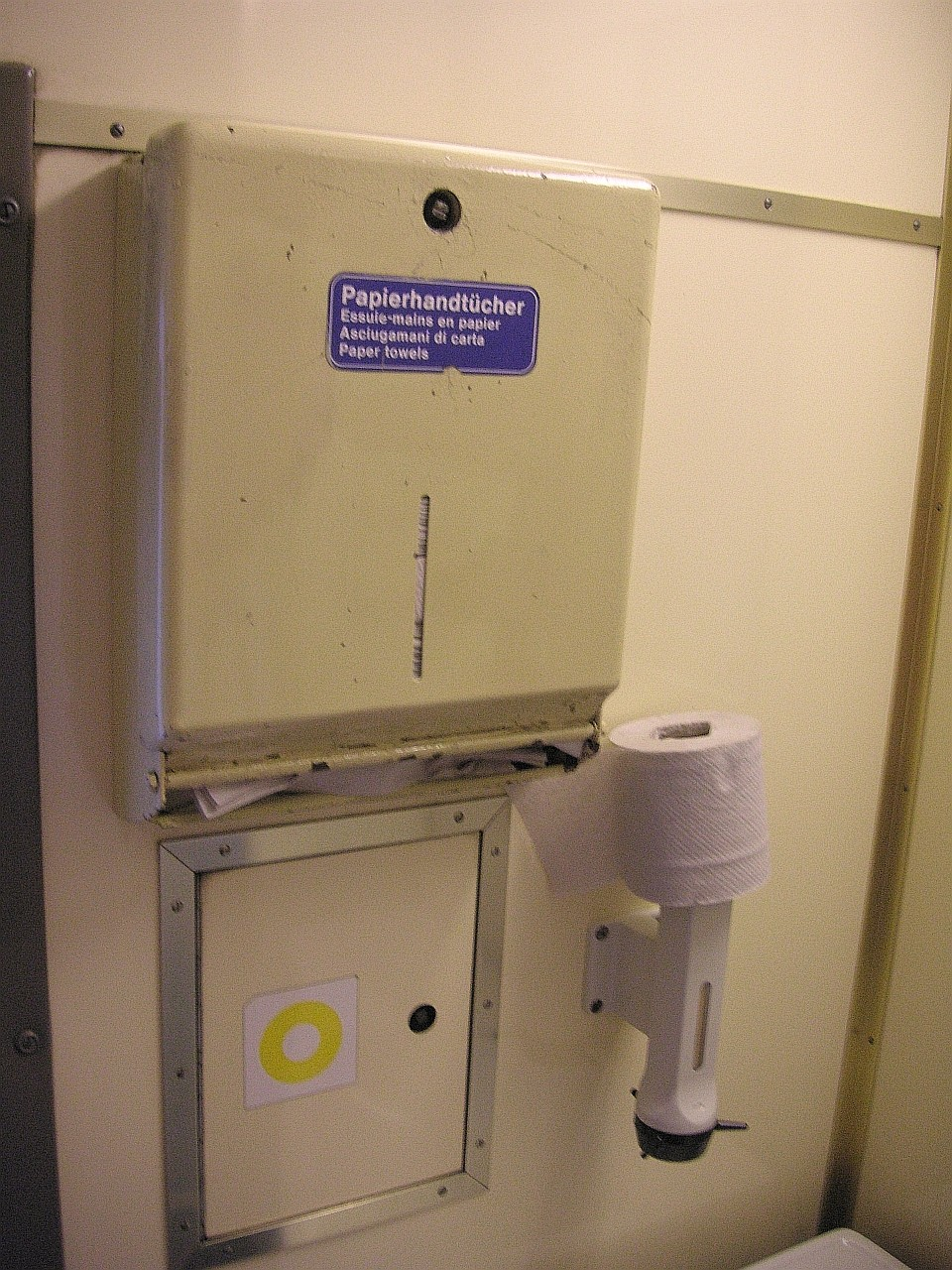
Till vänster: Pappershanddukar i behållare på ett tåg.

Pappershanddukar eller engångshanddukar är en engångsartikel som kan liknas vid en kraftiga pappersservetter och främst används att torka händerna med. Pappershanddukar ersätter ofta textilhanddukar på offentliga platser där många människor vistas och smittor lätt sprids. Pappershanddukar uppfanns 1931 av Arthur Scott i USA.
Toaletthandduk eller badrumshandduk används främst i badrummet för att torka händerna med efter handtvätt. Toaletthandduken är ofta tillverkad av bomull och av hygieniska skäl tilldelas ofta familjemedlemmarena var sin handduk. Ibland får gästerna en särskild gästhandduk att dela på. På offentliga toaletter är det på senare tid vanligare med handtork eller pappershanddukar.

## Inom kulturen
Inom boxning med flera sporter kastar sekonden in en handduk i ringen som en signal för uppgiven match. Därifrån kommer uttrycket Kasta in handduken som innebär att man ger upp. Detta uttryck ska inte förväxlas med att "kasta handsken" som innebär att man utmanar någon på duell.
I den humoristiska romanserien Liftarens guide till galaxen av Douglas Adams har handdukar en central roll inom rymdliftarkulturen. Uttrycket "veta var man har handduken" innebär att man är en person som kan ta vara på sig själv. Handduksdagen firas 25 maj till minne av författarens bortgång.

## Bildgalleri

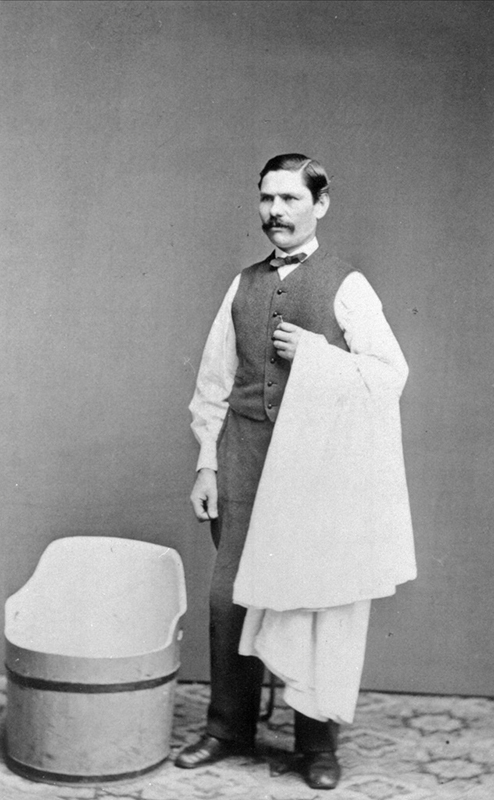
Man med badlakan bredvid badkar, ca 1890–1910. Nordiska museet NMA.0034677
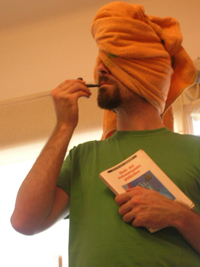
Man som hedrar författaren Douglas Adams minne genom att bära en handduk under Handduksdagen.
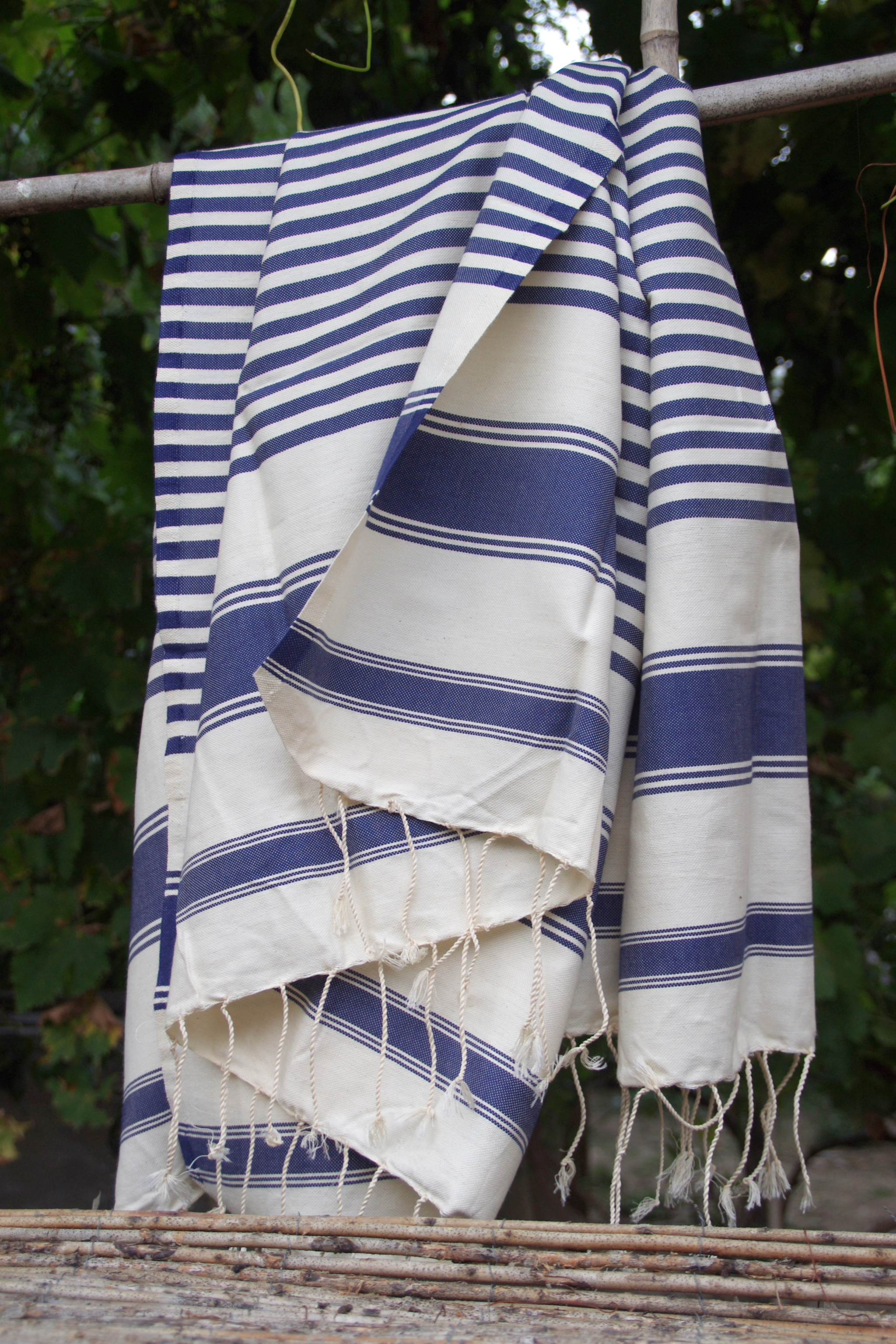
Fouta används bland annat i hamamer.